# Inwestor
Inwestor – osoba fizyczna, prawna lub jednostka organizacyjna nieposiadająca osobowości prawnej, która inwestuje wolne czasowo środki finansowe w przedsięwzięcia mogące przynieść zysk. Jest to podmiot gospodarczy, który w warunkach ryzyka dokonuje inwestycji kapitałowej poprzez stworzenie lub zakup elementów majątku, np. zakup zakładu przemysłowego – pośrednio w celu produkcji dóbr lub realizacji usług do przyszłej konsumpcji oraz bezpośrednio w celu odniesienia w przyszłości zysku z zainwestowanego kapitału. Proces ten umożliwia prowadzenie rozszerzonej reprodukcji społecznej, czyli osiąganie wzrostu gospodarczego.
Inwestor to również podmiot dokonujący zakupu papierów wartościowych, dzieł sztuki czy innych aktywów w celu odniesienia zysku ze wzrostu ich wartości w przyszłości (lub w przypadku papierów udziałowych, także dochodów z dywidend).
Inwestor, dokonując inwestycji, ponosi ryzyko otrzymania zwrotu albo straty z zainwestowanego kapitału, a także ryzyko odniesienia zysku albo straty z zainwestowanego majątku. W związku z ponoszonym ryzykiem inwestor oczekuje premii z dokonanej inwestycji.